# Étienne Gouy
Pour les articles homonymes, voir Gouy.
Étienne Gouy est un coureur puis entraîneur français du combiné nordique né le 11 décembre 1973 à Manosque.

## Biographie

### Carrière sportive
Il participe notamment aux Jeux olympiques d'hiver de 1994, où il finit 28e.

### Carrière d'entraîneur
Il a fait partie de l'encadrement de l'équipe de France de combiné pendant la carrière du champion olympique Jason Lamy Chappuis et l'a dirigée de 2012 à 2015. Sous sa direction, l'équipe de France a notamment remporté trois titres lors des Championnats du monde 2013, et un lors des Championnats 2015.

## Palmarès

### Jeux olympiques
| Épreuve / Édition | Épreuve / Édition | Lillehammer 1994 |
| Individuel        | Individuel        | 28e              |

### Championnats du monde junior
| Épreuve / Édition | Épreuve / Édition | Vuokatti 1992 |
| Par équipes       | Par équipes       | 3e            |

### Coupe du monde
- Meilleur classement général : 42e en 1996.

### Coupe du monde B
- Meilleur classement général : 16e en 1995.
- Meilleur résultat individuel : 3e (Taivalkoski, 16 décembre 1995).